# パトリック・フィッシュラー
パトリック・フィッシュラー（Patrick Fischler,  1969年12月29日 - ）は、アメリカ合衆国の俳優である。苗字の Fischler はアメリカではフィッシュラーと発音されるが、日本では「フィスクラー」と表記されている場合もある。

## 来歴
1969年、カリフォルニア州ロサンゼルスに生まれる。父親はロサンゼルスの人気レストランのオーナーであり、アーノルド・シュワルツェネッガーやゴールディ・ホーンらが常連客でもあり、セレブの間でも知られている。高校を卒業後、ニューヨーク大学の芸術コースで演劇を学び、卒業後はロサンゼルスへ戻り、仲間と共にNeurotic Young Urbanitesという演劇ユニットを結成した。同ユニットのパフォーマンスを見たエージェントからキアヌ・リーブスの出世作でもある『スピード』へのオーディションを進められ、小さな役ではあるが同作品へ出演して劇場映画デビューを果たした。
その後、様々なテレビドラマや映画へ出演するようになり、『ゴーストワールド』やデヴィッド・リンチ監督の『マルホランド・ドライブ』、フランス映画のリメイク版『奇人たちの晩餐会 USA』などへの出演でも知られているほか、テレビドラマでは『刑事ナッシュ・ブリッジス』や『LOST』などへも数エピソード出演している。

### 私生活
ニューヨーク時代に知り合った同じく女優を目指していたローレン・ボウルズと2004年に結婚し、2009年には一人娘も生まれた。

## 出演作品

### 映画
- スピード Speed (1994)
- シャドー The Shadow (1994)
- Swimming with Sharks (1994)
- ツイスター Twister (1996)
- The Week That Girl Died (1998)
- マルホランド・ドライブ Mulholland Dr. (2001)
- ゴーストワールド Ghost World (2001)
- Gilda Radner: It's Always Something (2002)
- フル・フロンタル Full Frontal (2002)
- アダルトスクール Old School (2003)
- 恋愛適齢期 Something's Gotta Give (2003)
- アイドルとデートする方法 Win a Date with Tad Hamilton! (2004)
- The Seat Filler (2004)
- ブラック・ダリア The Black Dahlia (2006)
- 26世紀青年 Idiocracy (2006)
- Him and Us (2006) ※テレビ映画
- Three Days to Vegas (2007)
- LIVE Live! (2007)
- ザッツ★マジックアワー ダメ男ハワードのステキな人生 The Great Buck Howard (2008)
- Finding Amanda (2008)
- ガーデン・パーティ Garden Party (2008)
- Miss Nobody (2010)
- 奇人たちの晩餐会 USA Dinner for Schmucks (2010)
- レッド・ステイト Red State (2011)
- Atlas Shrugged: Part I (2011)
- County (2012) ※テレビ映画
- ラブ&マネー One for the Money (2012)
- Big Sur (2013)
- 2ガンズ 2 Guns (2013)
- ディスコード/ジ・アフター The Pact II (2014)
- ディアボリカル The Diabolical (2015)
- ヘイル、シーザー! Hail, Caesar! (2016)
- ハリウッド・スキャンダル Rules Don't Apply (2016)
- アンダー・ザ・シルバーレイク Under the Silver Lake (2018)
- アメリカン・フィクション American Fiction (2023)

### テレビドラマ
- Knots Landing (1990)
- ラブ・アンド・ウォー Love & War (1993)
- Flying Blind (1993)
- The Adventures of Brisco County Jr. (1993)
- Sister, Sister (1994)
- ダブル・ラッシュ Double Rush (1994)
- NYPDブルー NYPD Blue (1996, 2001)
- 刑事ナッシュ・ブリッジス Nash Bridges (1996 - 2001)
- ザ・プリテンダー 仮面の逃亡者 The Pretender (1997)
- 18 Wheels of Justice (2001)
- チャームド Charmed (2002)
- Judging Amy (2002)
- ゴッサム・シティ・エンジェル Birds of Prey (2003)
- エンジェル Angel (2003)
- CSI:科学捜査班 CSI: Crime Scene Investigation (2003)
- Line of Fire (2003)
- ER緊急救命室 ER (2004)
- My Wife and Kids (2004)
- ザ・ホワイトハウス The West Wing (2004)
- 名探偵モンク Monk (2005)
- CSI:ニューヨーク CSI: NY (2005)
- エンタープライズ Enterprise (2005)
- CSI:マイアミ CSI: Miami (2005)
- E-Ring (2005)
- Four Kings (2006)
- The New Adventures of Old Christine (2006)
- 恋するブライアン What About Brian (2007)
- According to Jim (2007)
- ヴェロニカ・マーズ Veronica Mars (2007)
- Moonlight (2007)
- BONES Bones (2007)
- NCIS 〜ネイビー犯罪捜査班 NCIS: Naval Criminal Investigative Service (2008)
- The Middleman (2008)
- バーン・ノーティス 元スパイの逆襲 Burn Notice (2008)
- マッドメン Mad Men (2008)
- コールドケース 迷宮事件簿 Cold Case (2008)
- プッシング・デイジー 恋するパイメーカー Pushing Daisies (2008)
- LOST Lost (2009)
- サウスランド Southland (2009 - 2010)
- DARK BLUE/ 潜入捜査 Dark Blue (2010)
- Weeds ママの秘密 Weeds (2010)
- ライ・トゥ・ミー 嘘は真実を語る Lie to Me (2010)
- The Whole Truth (2010)
- CHASE/逃亡者を追え! Chase (2010)
- LAW & ORDER:LA Law & Order: Los Angeles (2010)
- クリミナル・マインド FBI行動分析課 Criminal Minds (2011)
- リーガル・バディーズ フランクリン&バッシュ Franklin & Bash (2011)
- ラリーのミッドライフ★クライシス Curb Your Enthusiasm (2011)
- GRIMM/グリム Grimm (2011)
- ボディ・オブ・プルーフ 死体の証言 Body of Proof (2012)
- グレイズ・アナトミー 恋の解剖学 Grey's Anatomy (2012)
- ザ・ファインダー 千里眼を持つ男 The Finder (2012)
- LAW & ORDER:性犯罪特捜班 Law & Order: Special Victims Unit (2012)
- キャッスル 〜ミステリー作家は事件がお好き Castle (2012)
- カリフォルニケーション Californication (2012, 2013)
- Hawaii Five-0 Hawaii Five-0 (2013)
- Newsreaders (2013)
- メンタリスト The Mentalist (2013)
- Mob City (2013)
- SUITS/スーツ Suits (2014, 2016)
- Maron (2014)
- シェイムレス 俺たちに恥はない Shameless (2015)
- バトル・クリーク 格差警察署 Battle Creek (2015)
- シリコンバレー Silicon Valley (2015)
- ワンス・アポン・ア・タイム Once Upon a Time (2015 - 2017)
- コード・ブラック 生と死の間で Code Black (2017)
- SCORPION/スコーピオン Scorpion (2017)
- ツイン・ピークス The Return Twin Peaks (2017)
- Happy! Happy! (2017 - 2019)
- タイムレス Timeless (2018)
- ジェイコブを守るため Defending Jacob (2020)
- マーキュリー・セブン The Right Stuf (2020)
- バリー Barry (2023)

## 参照
1. 1 2  “Patrick Fischler Biography”. 2014年8月3日閲覧。
2. 1 2 3  “Patrick Fischler Biography”. 2011年6月8日時点のオリジナルよりアーカイブ。2014年8月3日閲覧。